# Say the word
«Di la palabra» —título en original en inglés: «Say the word» — es el quinto episodio de la tercera temporada de la serie de terror y apocalíptica The Walking Dead.Fue dirigido por Greg Nicotero y el guion estuvo a cargo de Angela Kang. La cadena AMC lo emitió en los Estados Unidos el 11 de noviembre de 2012; Fox hizo lo propio en España e Hispanoamérica los días 12 y 13 del mismo mes, respectivamente.
La trama del episodio se centra en Rick que queda devastado por la muerte de su esposa. Sus compañeros de grupo cuidan a la recién nacida. Mientras que el Gobernador hace una fiesta en el pueblo con un toque único.

## Argumento

### Prisión
Rick (Andrew Lincoln) está traumatizado después de la muerte de su esposa Lori durante el parto, y abandona su responsabilidad como padre de su nueva hija y de los otros miembros del grupo, en lugar de liberar su ira contra los caminantes. Daryl (Norman Reedus) se intensifica como líder interino y se ofrece a ir con Maggie (Lauren Cohan) para encontrar fórmula infantil y otros suministros para el recién nacido. Glenn (Steven Yeun), Axel (Lew Temple) y Oscar (Vincent Ward) cavan tumbas para sus caídos, Lori y T-Dog; Glenn sigue resentido con los presos Axel y Oscar debido a perder a sus amigos como resultado del sabotaje de su compañero prisionero Andrew. Glenn luego va a buscar a Rick en los túneles de la prisión, que todavía mata sin pensar a los caminantes. Glenn trata de convencer a Rick de que regrese con él, pero Rick lo arroja contra la pared y Glenn, reconociendo que Rick se encuentra en un peligroso espacio para la cabeza, decide dejar solo a Rick. Daryl y Maggie recuperan con éxito suministros de una guardería abandonada y se ocupan de atender al recién nacido. Daryl le pide a Carl (Chandler Riggs) que nombre a su hermana y Carl considera los nombres de aquellos que ya han perdido. Daryl más tarde visita la tumba de Carol, colocando una Rosa Cherokee para honrar su memoria.
Rick ha encontrado la sala de calderas donde murió Lori, encontrando un caminante con el vientre hinchado y sin rastros del cuerpo de Lori. Creyendo que el caminante se había comido su cadáver, Rick procede a ejecutarlo, y considera abrirlo para buscar el cadáver de Lori, pero lo olvida. Mientras se sienta en la sala de calderas, pensando para sí mismo, el teléfono suena de repente, el va a responderlo.

### Woodbury
En Woodbury, los residentes del pueblo disfrutan de una barbacoa de mediodía. Andrea (Laurie Holden) comparte una bebida con Milton (Dallas Roberts) e indaga sobre detalles de la festividad de esa noche, y éste le contesta que no tenía palabras para describir lo que se avecinaba en el espectáculo, mientras que en su apartamento El Gobernador (David Morrissey) peina la cabellera de una pequeña niña, y accidentalmente le saca un pedazo del cuero cabelludo. La niña resulta estar zombificada y entonces el hombre con cariño trata de calmarla y menciona que aún la amaba, revelando así que se trataba de su hija Penny (Kylie Ann Syzmanski), El Gobernador vuelve a encerrarla en el armario donde la mantenía oculta, y se asoma a la ventana, desde donde ve a Michonne (Danai Gurira) mirando hacia su habitación desde la acera.
Mientras tanto en Woodbury, la ciudad se prepara para una celebración según lo dirigido por el Gobernador. Michonne, aún desconfiada del Gobernador, intenta recuperar su katana de su habitación. Tan pronto como logra obtenerla,, se ve obligada a esconderse cuando El Gobernador regresa y escucha a Milton advertirle a éste que su celebración demorará sus experimentos. Michonne opta por salir por una ventana trasera para evitar ser atrapada y descubre un patio con varias jaulas llenas de caminantes. Ella procede a abrir las jaulas y matarlos metódicamente. Sin embargo, la atrapan y la llevan al Gobernador, quien le ordena que forme parte del "equipo de investigación". Este equipo, que incluye a Milton y Merle (Michael Rooker), tiene la tarea de llevar caminantes aún animados que están atrapados en fosas de regreso a Woodbury; posteriormente el Gobernador habla con Andrea con respecto a Michonne, advirtiéndole que está creando tensión en Woodbury. Michonne intenta nuevamente convencer a Andrea de que se vaya con ella; Andrea cree que el Gobernador no los dejará ir voluntariamente, pero se sorprende de que Merle les permita salir libremente de la ciudad. Andrea convencida opta por no irse, sin querer pasar otros ocho meses sobreviviendo, Michonne decide irse sola. Esa noche, el Gobernador tiene a Andrea uniéndose a ellos para ver cuando Merle lucha contra Martínez (José Pablo Cantillo) mientras está rodeado de mordedores encadenados. Andrea considera el evento bárbaro, pero el Gobernador insiste en que le enseña a la gente del pueblo a no tener miedo.

## Producción
Pese al fallecimiento de su personaje en el episodio anterior Sarah Wayne Callies fue acreditada en el episodio.

## Recepción

### Audiencia
La cadena AMC emitió por primera vez «Dar la orden» en los Estados Unidos el 11 de noviembre de 2012 y fue visto por una media de 10 373 000 espectadores, que a pesar de haber bajado la audiencia en el episodio anterior a 9 270 000, la audiencia aumenta aproximadamente 1 103 000 espectadores. Convirtiéndose en el programa más visto de ese día. Además, obtuvo una cuota de pantalla de 5,6 dentro de la valorada franja demográfica que comprende a personas entre los 18 y 49 años.

### Crítica
El episodio fue generalmente bien recibido por los críticos de la serie.
Zack Handlen, de The A.V. Club, le dio al episodio una B en una escala de la A a la F. Le encanto la "efervescente intensidad" de la rabia muda de Rick, pero se reservó críticas para los personajes nada interesantes y por la "muy anticlimática" revelación de las festividades de Woodbury.
Eric Goldman de IGN le dio al episodio un 8.5 de 10, alabando el desarrollo de Woodbury, el Gobernador, Rick, Daryl, y Michonne en este episodio.
Tanto Handlen como Goldman concordaron en que el diálogo de Glenn con Hershel fue el punto más débil, exclamando que dicho diálogo fue muy revelador y que la descripción del acto heroico no visto de T-Dog fue "casi una parodia".